# Agriá
Agriá är en ort i Grekland.   Den ligger i prefekturen Nomós Magnisías och regionen Thessalien, i den centrala delen av landet, 160 km norr om huvudstaden Aten. Agriá ligger 38 meter över havet och antalet invånare är 5 519.
Terrängen runt Agriá är varierad. Havet är nära Agriá åt sydväst.  Närmaste större samhälle är Volos, 7,0 km nordväst om Agriá. 